# Creolandreva
Creolandreva is een geslacht van rechtvleugeligen uit de familie krekels (Gryllidae). De wetenschappelijke naam van dit geslacht is voor het eerst geldig gepubliceerd in 2009 door Hugel.

## Soorten
Het geslacht Creolandreva omvat de volgende soorten:
- Creolandreva aptera Hugel, 2009
- Creolandreva brachyptera Hugel, 2009
- Creolandreva chaloupensis Hugel, 2009
- Creolandreva cocottensis Hugel, 2009
- Creolandreva crepitans Hugel, 2009
- Creolandreva crypta Hugel, 2009
- Creolandreva pollexensis Hugel, 2009